# Славута
Славу́та (укр. Славута) — город на западе Украины. Входит в Шепетовский район Хмельницкой области. До 2020 года являлся административным центром упразднённого Славутского района.

## Географическое положение
Расположен в 112 км от областного центра Хмельницкого, на реках Горынь и Утка (правый приток Горыни).

## Население
На 1 января 2013 года численность населения составляла 35 625 человек.
По данным переписи 2001 года украинцы составляли 90,00 % населения города, русские — 6,56 %, поляки — 2,04 %.

### Языковой состав
Родной язык населения по данным переписи 2001 года:
| Язык       | Численность, чел. | Доля     |
| ---------- | ----------------- | -------- |
| Украинский | 31 652            | 92,34 %  |
| Русский    | 2 479             | 7,23 %   |
| Другое     | 147               | 0,43 %   |
| Итого      | 34 278            | 100,00 % |

## История
Впервые упоминается под названием «Славутин» в 1619 году.
В 1754 году Славута получила магдебургское право.

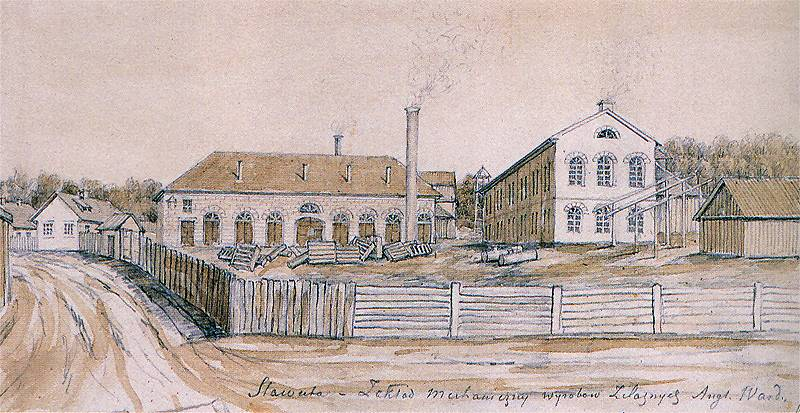
Чугунолитейный завод. Наполеон Орда, 1874 год

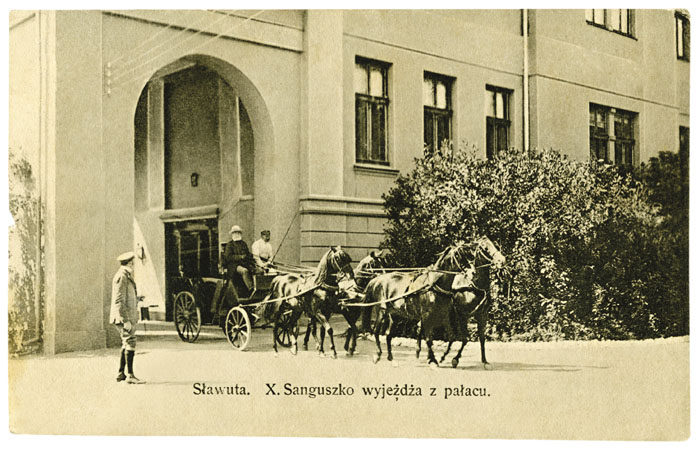
Князь Роман Дамиан Сангушко выезжает из дворца. Нач. ХХ ст.

К началу XX века Славута являлась местечком Заславского уезда Волынской губернии с 5,4 тыс. жителей. До 1917 года — резиденция магнатов князей Сангушко.
В феврале 1924 года Славута стала местом дислокации 20-го пограничного отряда.
С 15 мая 1935 года в Славуте находились Управление дивизии и все части 26-й кавалерийской дивизии 7-го кавалерийского корпуса Украинского военного округа. Командиры дивизии: Шестопалов, Николай Михайлович (05.1935—02.1936), Шкодунович, Николай Николаевич (на 1936 г.). В 1938 году 26-я кд расформирована.
С 9 июля 1940 года по 22 июня 1941 года в городе Славута находились управление и части 14-й кавалерийской дивизии 5-го кавалерийского корпуса.
После начала Великой Отечественной войны 4 июля 1941 город был оккупирован. В городе на территории бывшей больницы, немецко-фашистские захватчики организовали концлагерь для пленных советских солдат, названный «Гросс-Лазарет». 15 января 1944 года освобождён советским партизанским отрядом И. А. Музалёва Каменец-Подольского партизанского соединения, в этот же день в город вошли части 266-й сд (полковник Петренко, Василий Яковлевич) 23-го ск (генерал-майор Чуваков, Никита Емельянович) 60-й армии 1-го Украинского фронта.
В сентябре 2002 года был признан банкротом Славутский завод железобетонных изделий, в сентябре 2009 года было возбуждено дело о банкротстве рубероидного завода (он был признан банкротом в феврале 2010 года).

## Культура

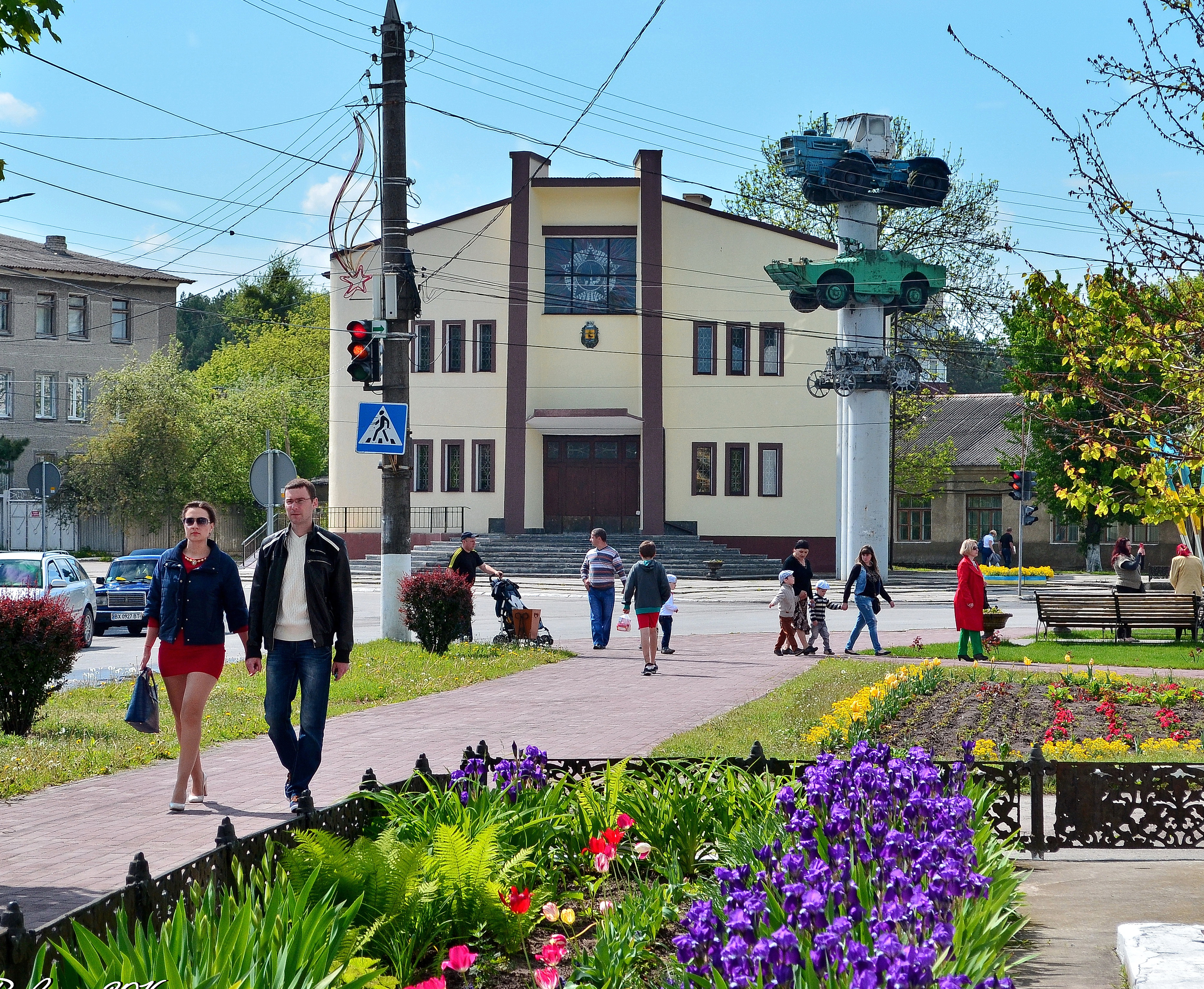
Славутский исторический музей

Культурные заведения города Славута:
- Славутский исторический музей;
- Дворец культуры
- Городской центр культуры и досуга, состоящий из 3 структурных подразделений:
  - Парк им. Князей Сангушко;
  - Кинотеатр им. Т. Г. Шевченко;
- Славутская детская школа искусств (музыкальная и художественная).

В городе работает коммунальное творческий коллектив — Славутский муниципальный духовой оркестр.
Учебно-воспитательный комплекс «ООШ I—III ступеней гимназия» № 2.

## Образование

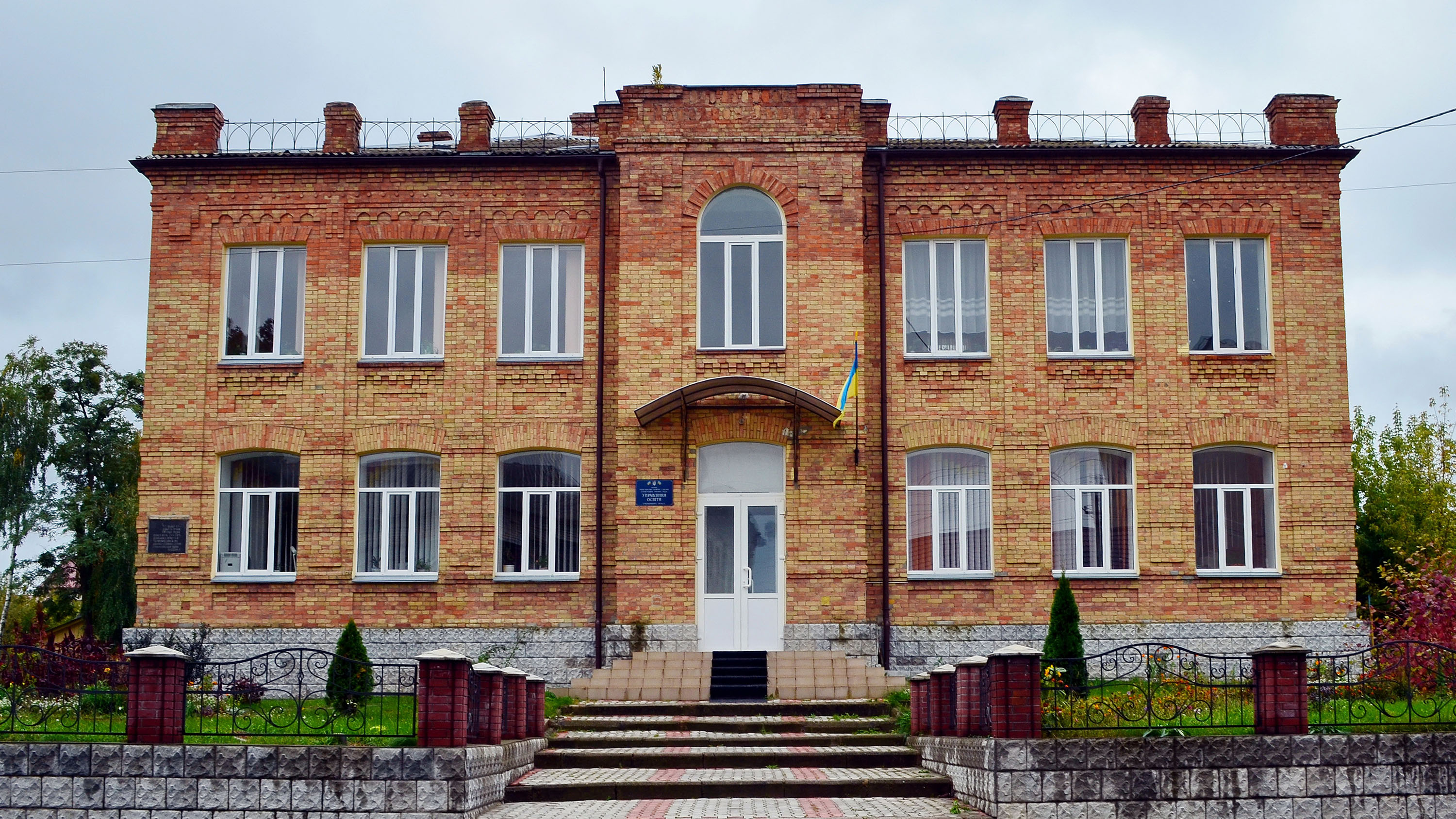
Учебно-воспитательный комплекс

Общеобразовательные учебные заведения города Славуты:
- Славутская общеобразовательная школа I—III ступеней № 1;
- Славутская общеобразовательная школа I—III ступеней № 2;
- Славутская гимназия № 3;
- Славутская общеобразовательная школа I—III ступеней № 4;
- Учебно-воспитательный комплекс «ООШ I—III ступеней гимназия» № 5;
- Общеобразовательная школа I—III ступеней № 6 Школа содействия здоровью;
- Славутская общеобразовательная школа I—III ступеней № 7;
- Учебно-воспитательный комплекс «ООШ I—III ступеней гимназия» № 8;
- Специализированная школа I—III ступеней № 9 «Успех».
- Государственное техническо-профессийное учебное заведение «Славутский Профессиональный Лицей»
- Областной лицей-интернат

## Промышленность
В городе имеются: стекольный завод, деревообрабатывающий комбинат, комбинат «Стройфарфор» («Стройфаянс»), предприятия пищевой промышленности, в том числе: хлебозавод, маслодельный комбинат, цикориесушильный завод, солодовенный завод, пивоварный завод, мясокомбинат, а также две швейные фабрики, ремонтно-механический завод. Три больших частных предприятия по изготовлению ванной мебели.

## Торговля
В городе имеются: Супермаркеты «Економ» и «Наш Край», а также сеть магазинов «ЕVA»,«Рута», «АТБ» и гипермаркет «Эпицентр», центральная кофейня и самая длинная скамейка на Украине.

## Достопримечательности
- Рождество-Богородичный Собор
- Костёл Святой Дороты
- Дворец князей Сангушко (XVIII век) (бывший военный госпиталь)
- Международный мемориальный комплекс «Поле памяти»
- Парк имени Тараса Шевченко

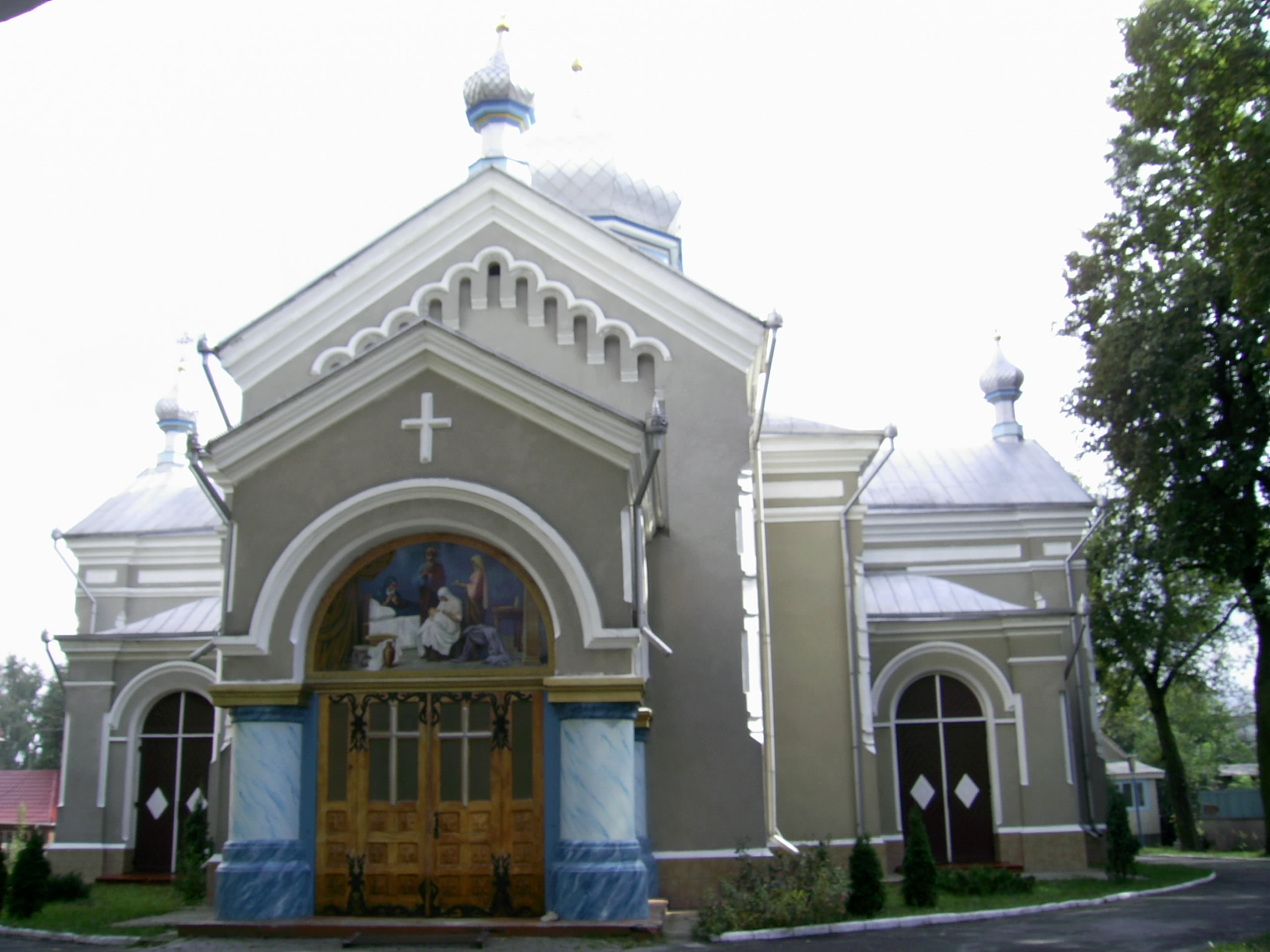
Церковь
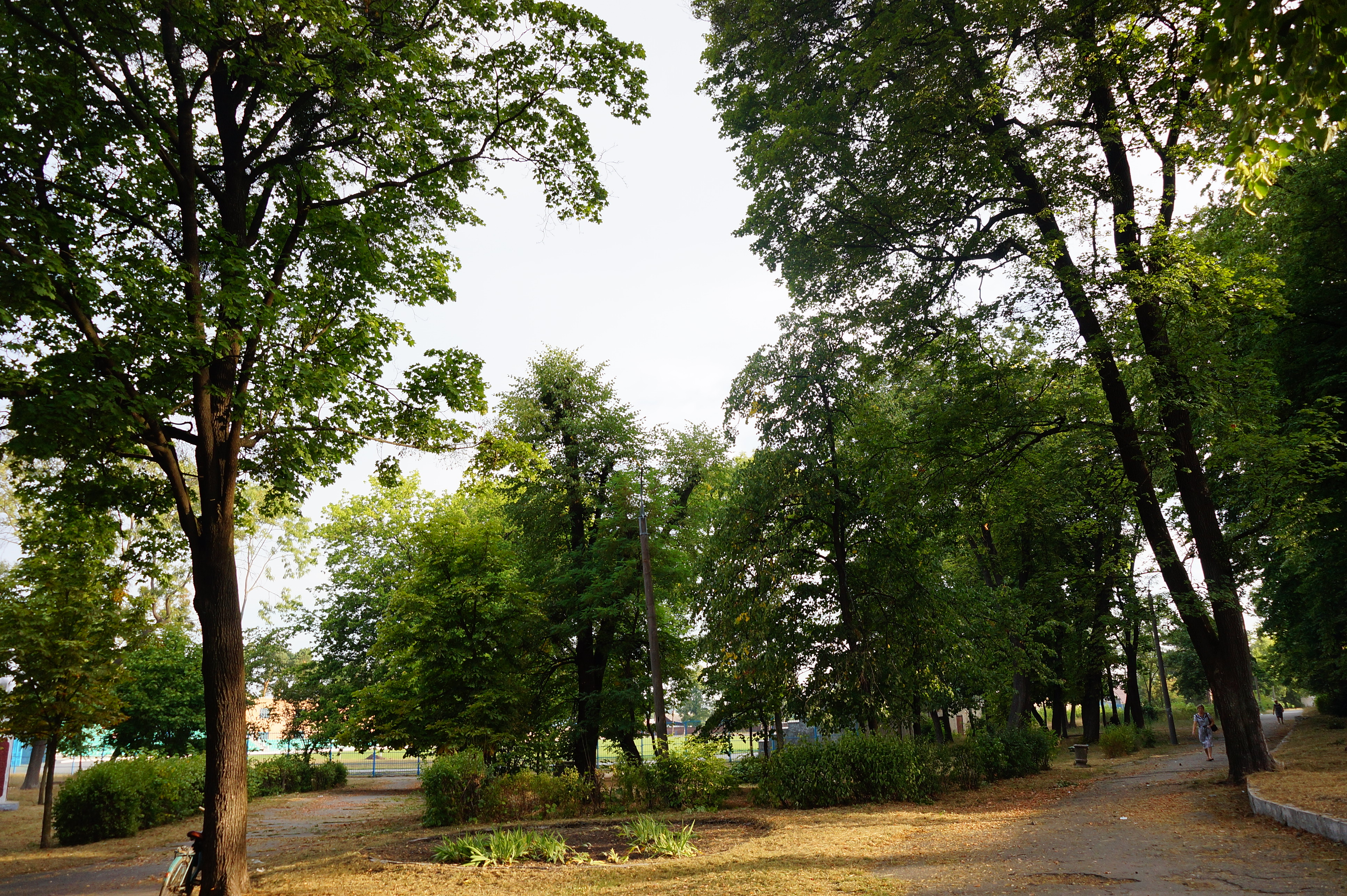
Городской парк
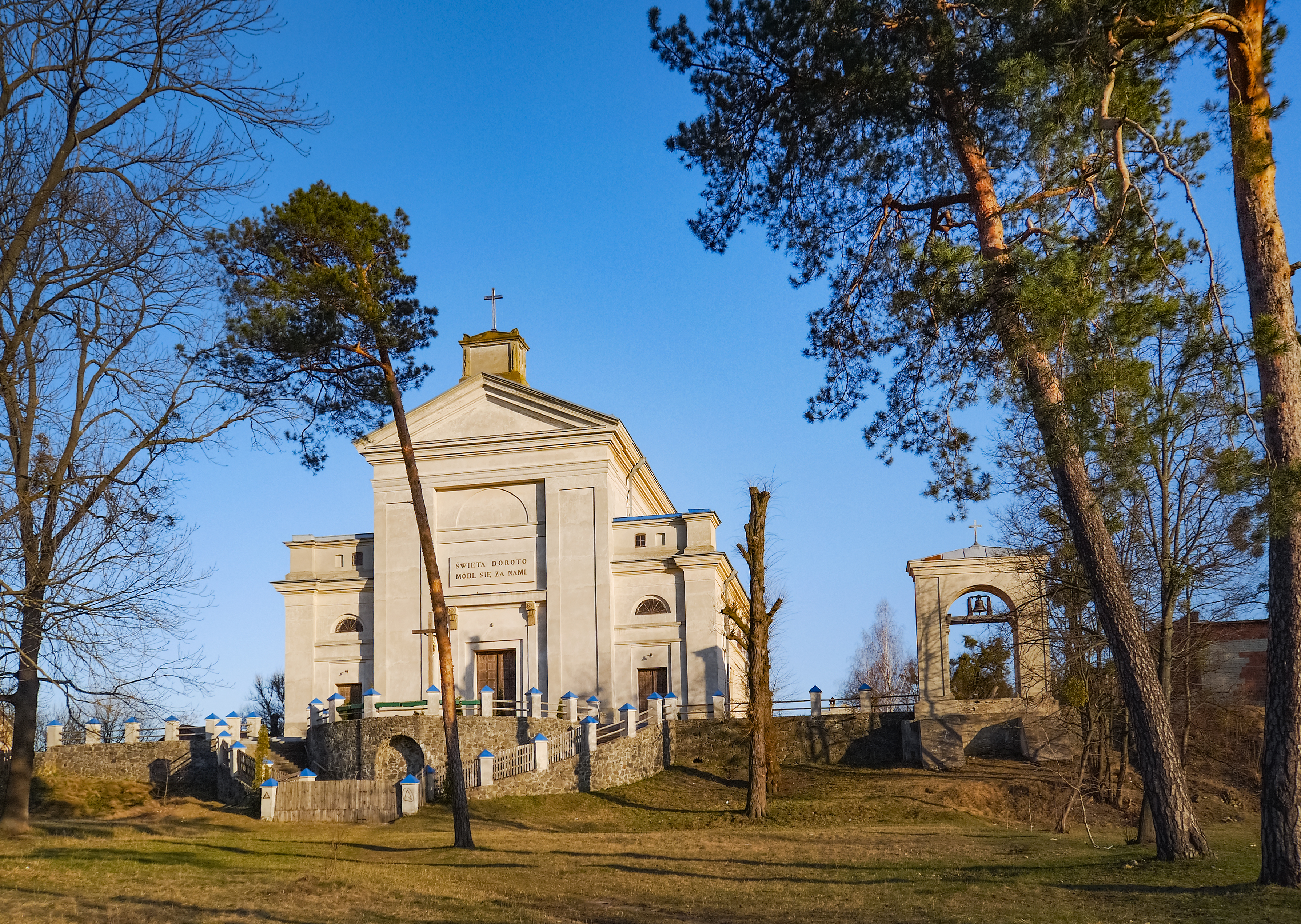
Костёл Святой Дороти
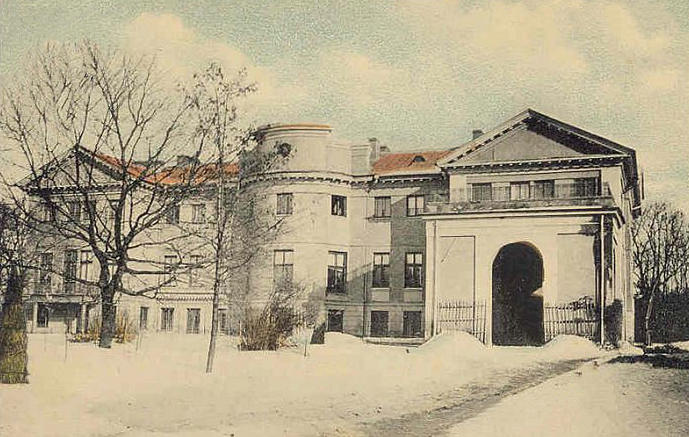
Дворец князей Сангушко
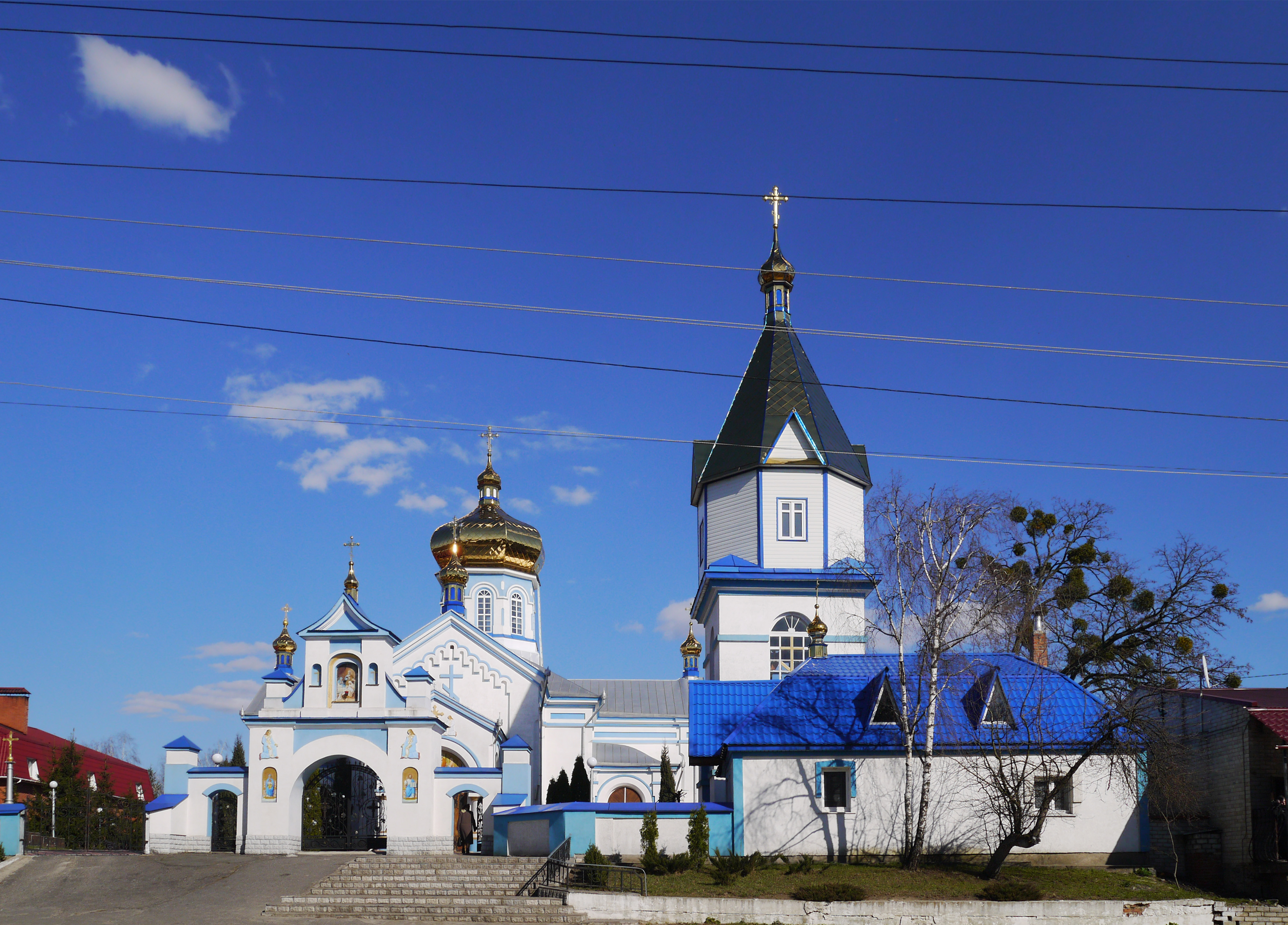
Рождество-Богородичный Собор

## Рекорды Украины
17 сентября 2012 года установили 2 рекорда Украины — самая длинная лавочка и вышитый городской флаг. Длина лавочки составила 213 м 12 см, на которой могут сидеть 500 человек. Размер городского флага составил 2 на 3 метра, его вышивали сразу 12 тысяч жителей и гостей.